# Botanischer Garten Jena

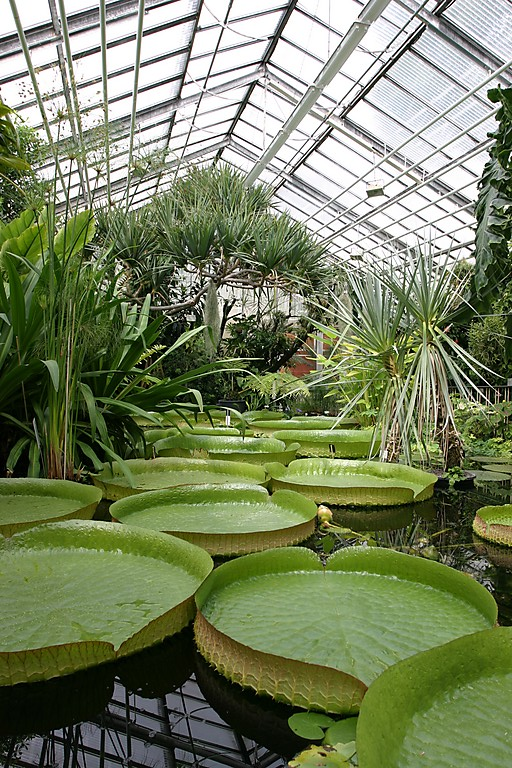
Botanischer Garten Jena

Der Botanische Garten Jena ist der zweitälteste Botanische Garten Deutschlands und liegt am Rand des Stadtzentrums der Universitätsstadt Jena, gegenüber der Thüringer Universitäts- und Landesbibliothek. Er erstreckt sich über eine Fläche von 4,5 Hektar und wird von den anliegenden biologischen, pharmazeutischen und botanischen Instituten sowie der Bevölkerung zur Bildung und Erholung genutzt.
Der Botanische Garten Jena gehört zum Institut für Spezielle Botanik der Friedrich-Schiller-Universität Jena und zeigt etwa 12.000 verschiedene Pflanzen in mehreren beheizten Gewächshäusern und Freiflächen und steht der Öffentlichkeit, der Universität sowie Schülern aller Klassenstufen für den Unterricht zur Verfügung.

## Geschichte des Gartens

### Frühe Entwicklung

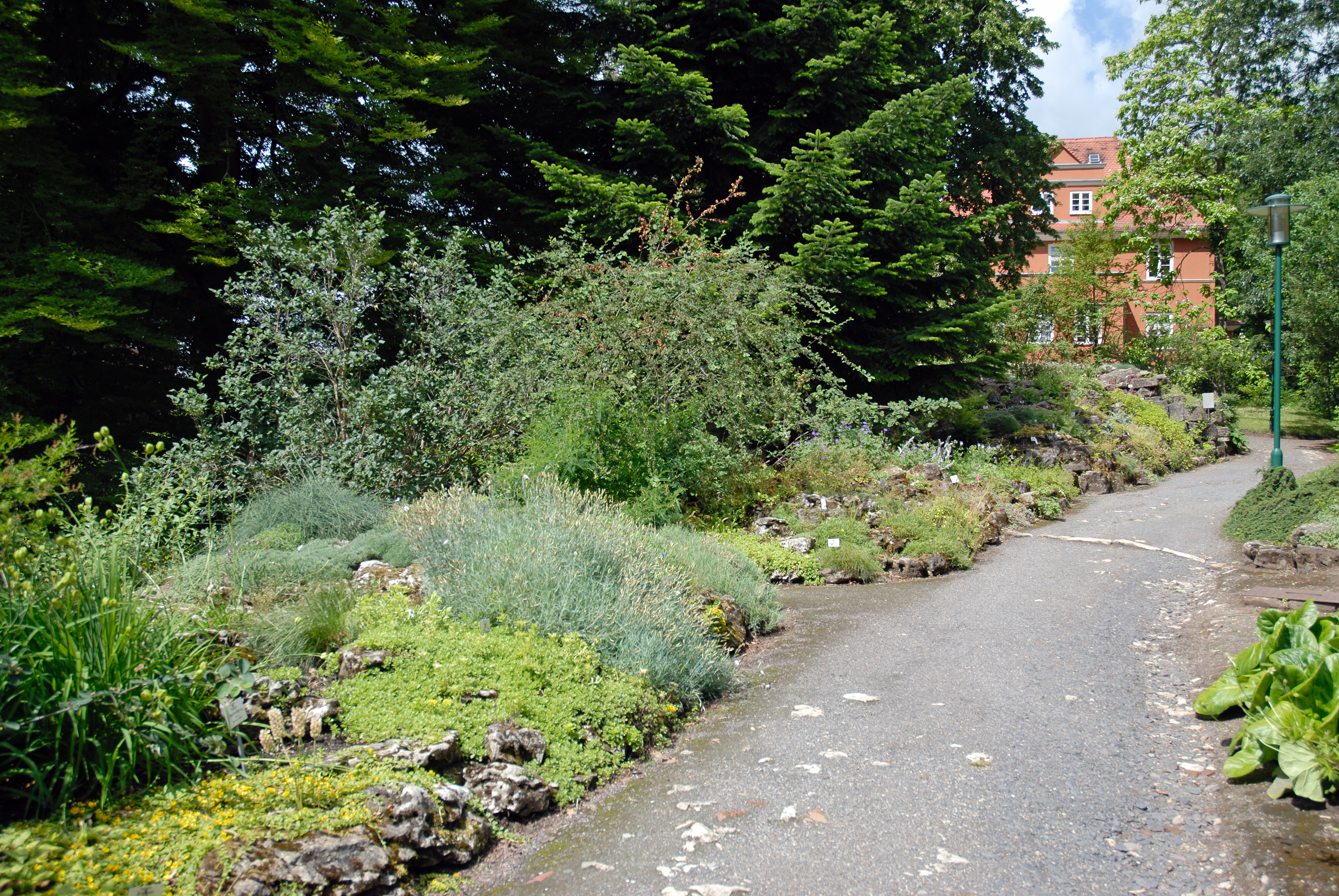
Verbindungsweg zu den im westlichen Teil anliegenden biologischen Institutsgebäuden

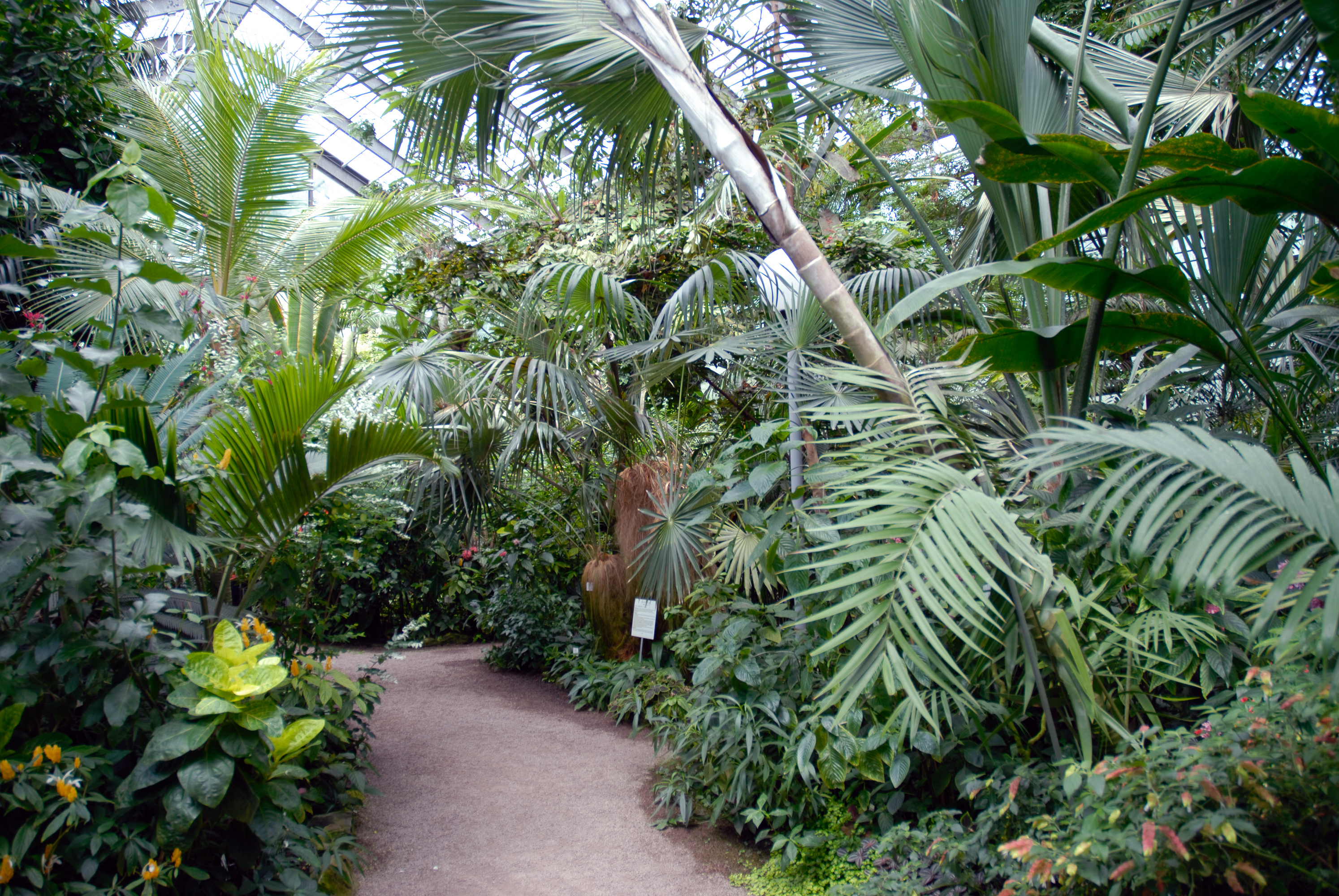
Das Tropenhaus in heutiger moderner Gestaltung

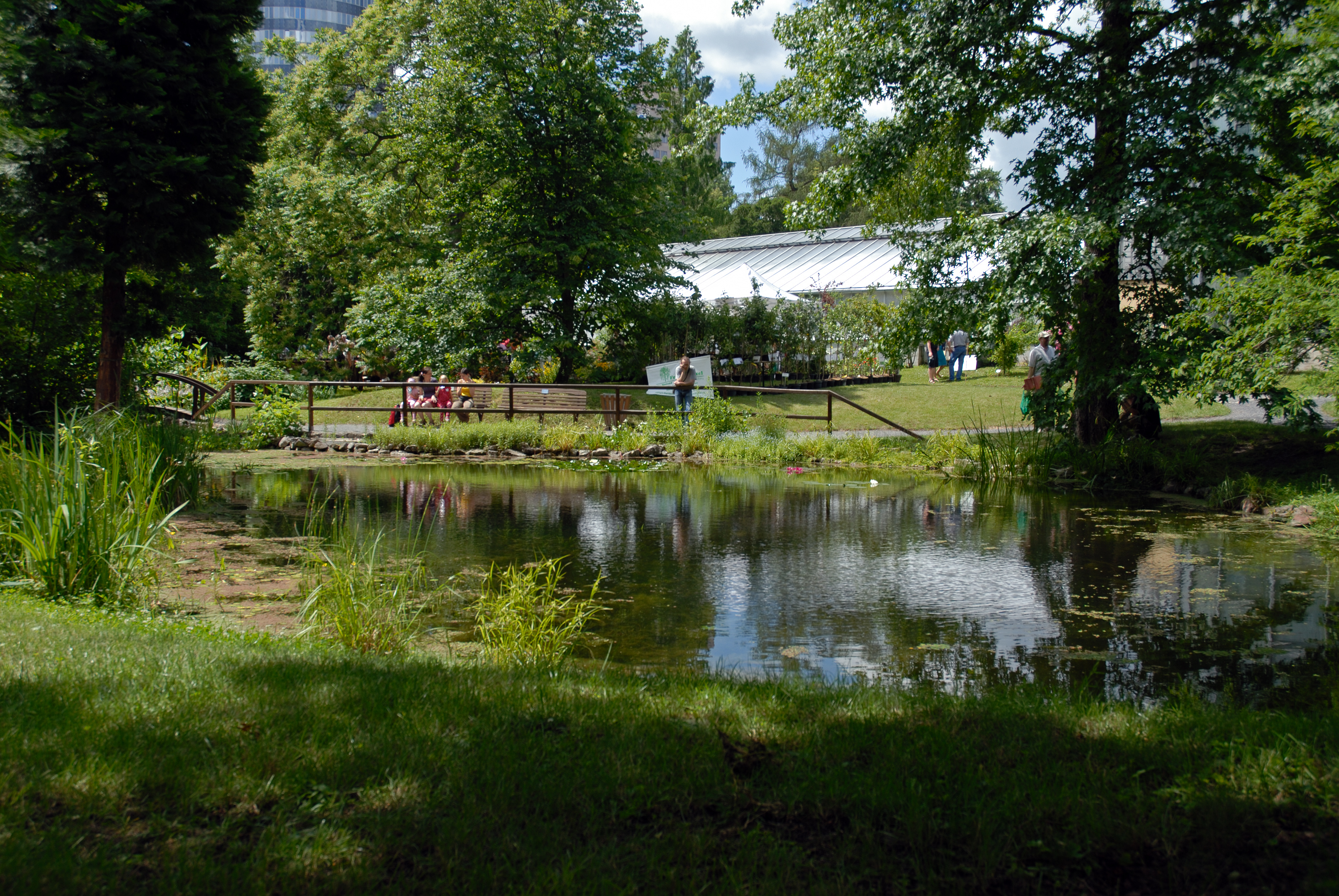
Ehemaliges Wasser-Reservoir, ein bepflanzter Teich. Im Hintergrund die Gewächshausanlage.

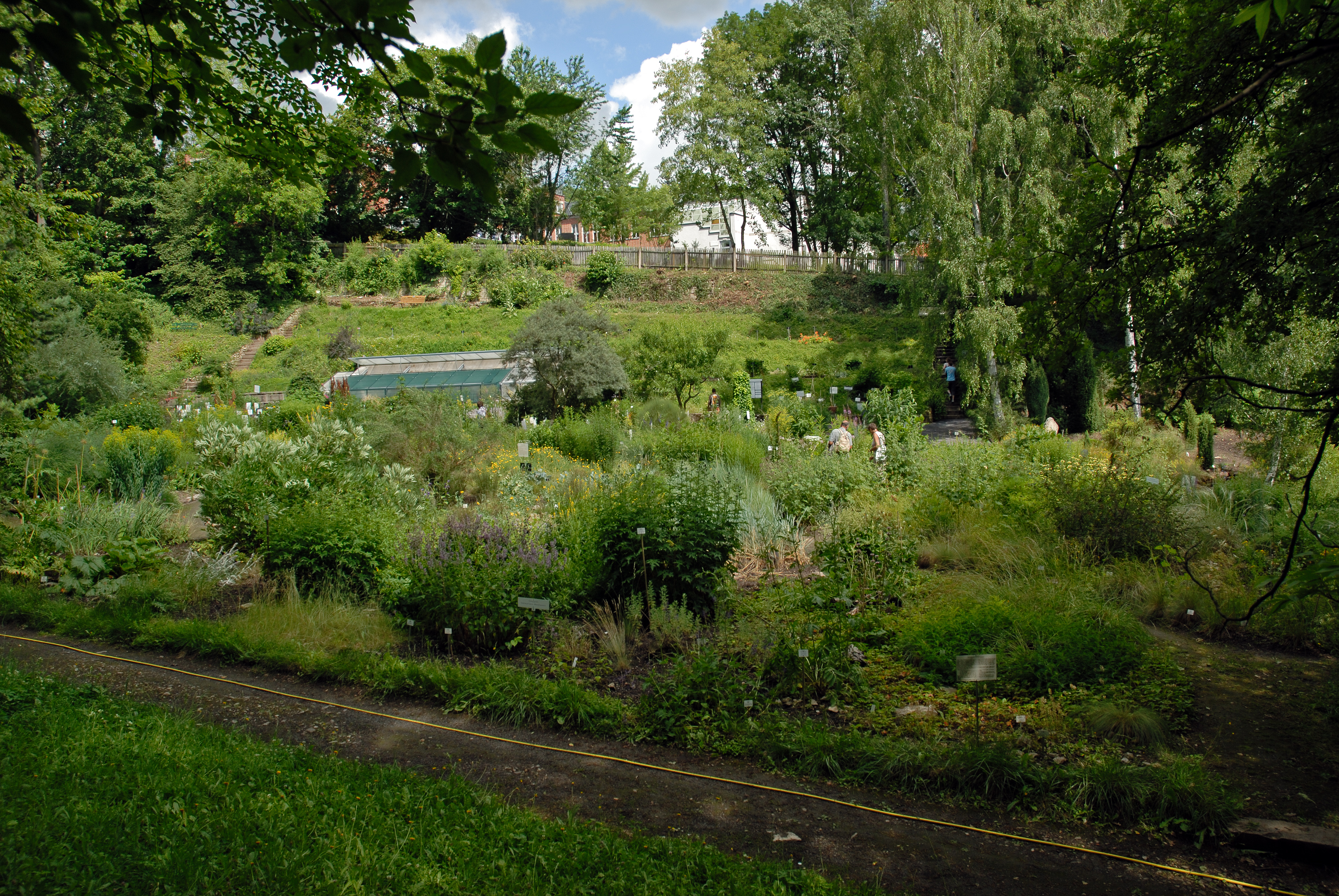
Blick auf den Teil des Gartens, in dem früher die Anzuchthäuser standen.

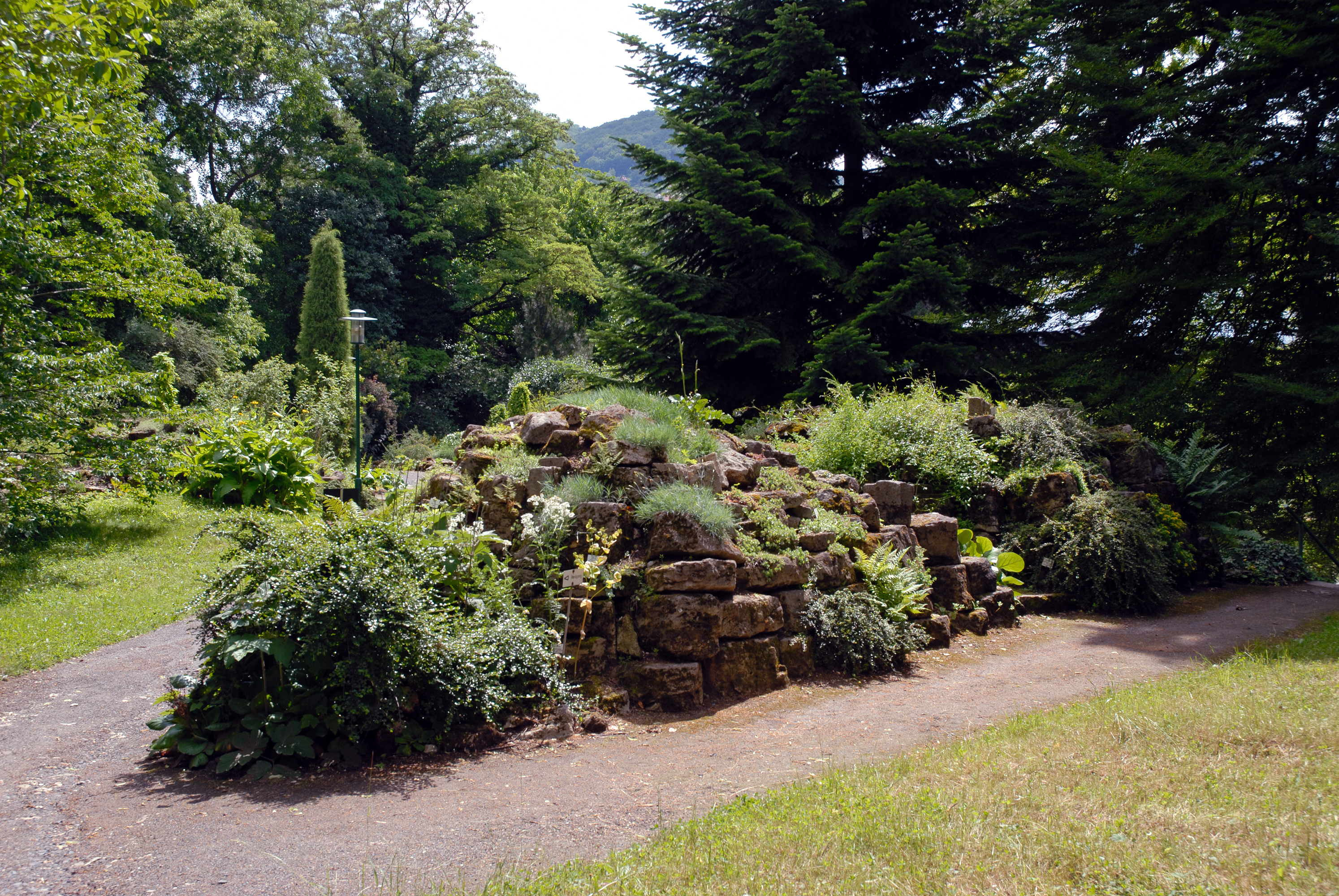
Blick auf den Felsengarten

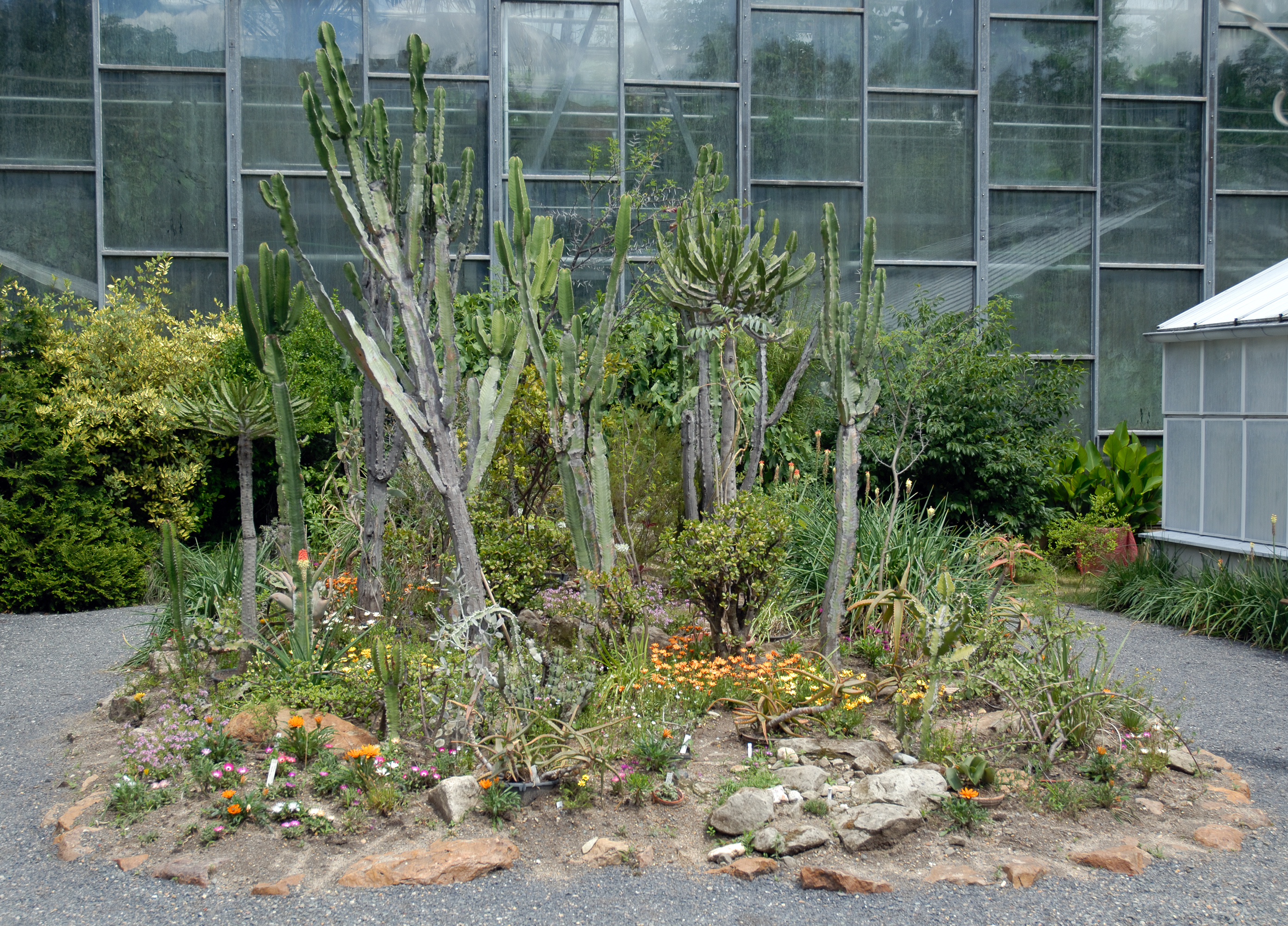
Innenhof der Tropenhausanlage

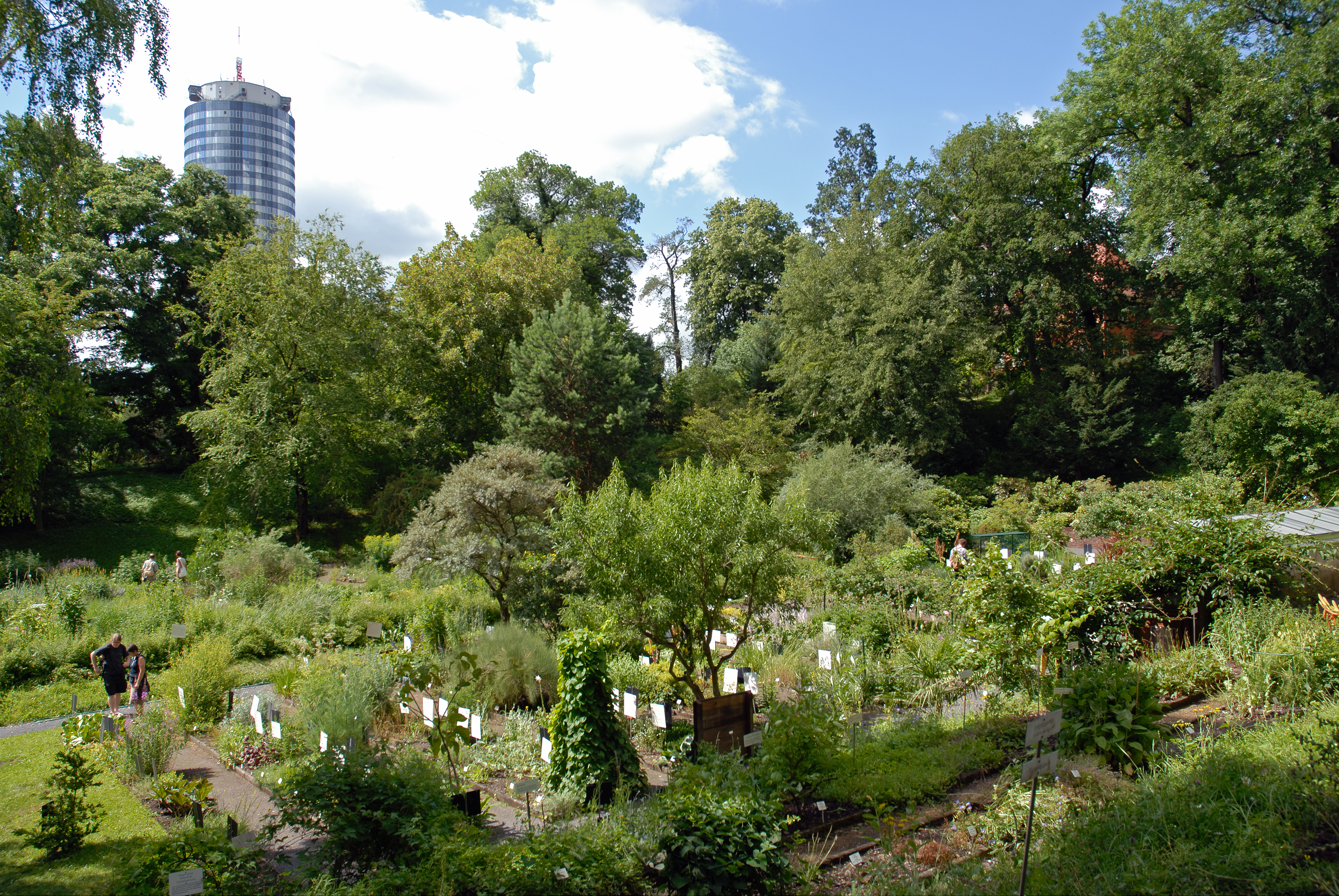
Blick in den oberen Gartenbereich, im Hintergrund der Jentower

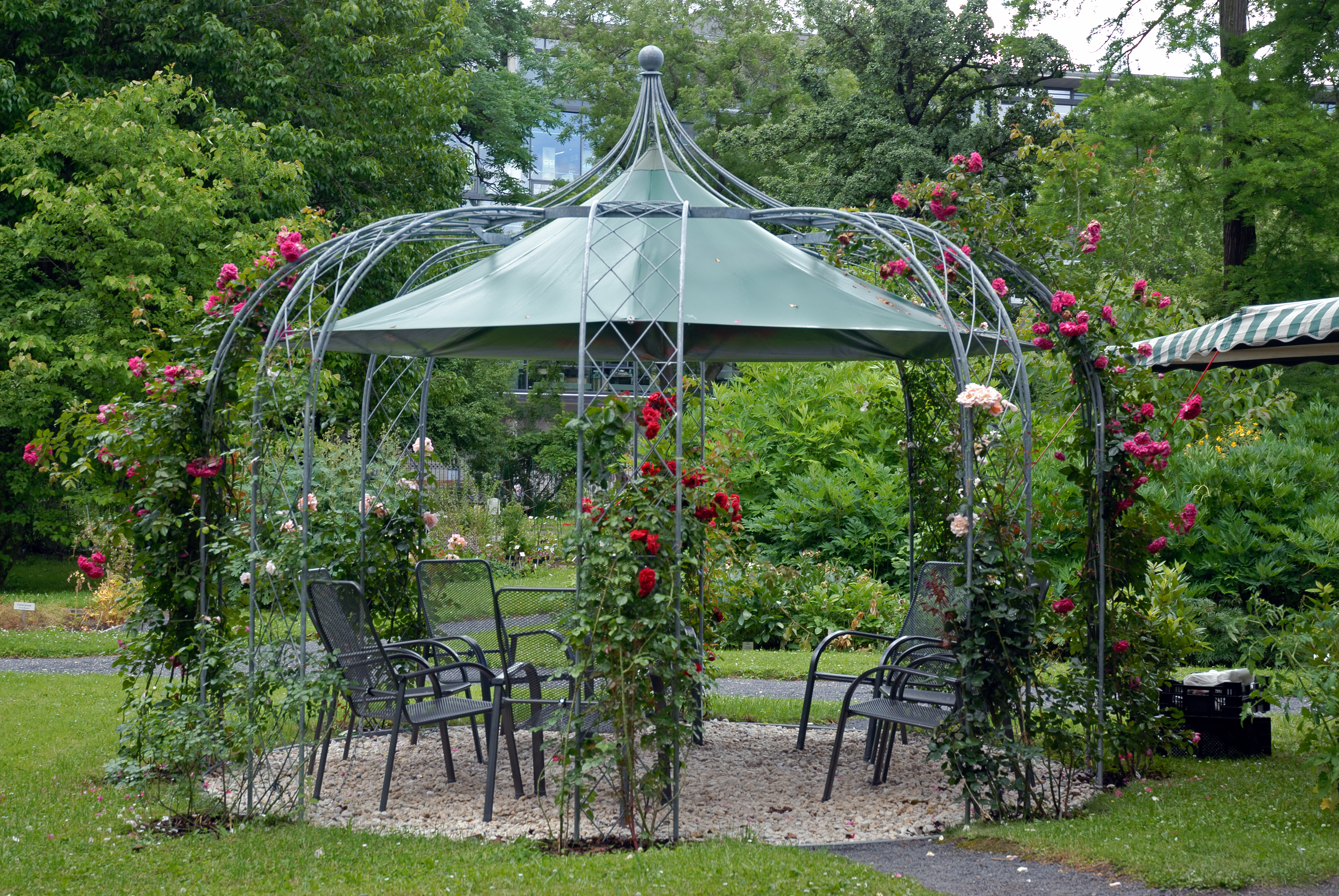
Kleiner botanischer Pavillon im Zentrum des Gartens

Die Gründung des Gartens geht auf den Bedarf der Medizinischen Fakultät der im Jahr 1548 gegründeten Universität Jena an frischen Kräutern zurück. Johannes von Schröter, der erste Rektor der Universität, schrieb 1579 an den Kurfürsten August von Sachsen und erbat „hortus medicorum von allerhand kreuttern, fruchten und frembden gewechsen anrichten und darneben, was im durinischen gebirge, sonderlich umb Jhena und sangerhaußen und den gantzen hartz noch unbekanndt, in besser erkundigung nehmen“, der im Jahr 1586 als Hortus Medicus mit Medizinpflanzen angelegt und später als Hortus Botanicus eröffnet wurde. Nach dem 1580 gegründeten Botanischen Garten in Leipzig ist der Garten in der Saalestadt die zweitälteste Einrichtung dieser Art in Deutschland. Der Garten enthielt seit seiner Gründung auch Pflanzen fremder Regionen, konnte jedoch zunächst keine tropischen Gewächse beherbergen.
Um 1630 wurde der Garten erstmals erneuert und erweitert, maßgeblich durch den Professor Werner Rolfinck, der zwei Jahre zuvor aus Padua berufen wurde, wo er den dort seit 1545 betriebenen Paduenser Garten kennengelernt hatte. Rolfincks Schüler Paul Marquardt Slegel (1605–1653) übernahm die Betreuung dieses Collegiengartens. Im Jahr 1640 überließ Herzog Wilhelm der IV. zu Sachsen der Universität ein weiteres, etwa 1,3 ha großes Gelände nördlich der Stadtmauern, das zuvor als Wein-, Obst- und Ziergarten genutzt wurde und zu einem zweiten Teilstück, dem Fürstengarten umgebaut wurde. Bereits 1659 katalogisierte Johann Theodor Schenck (1619–1671) für beide Gärten über 1300 Pflanzensippen. Der Fürstengarten wurde bis zum Wintersemester 1662/63 für botanische Ausstellungen genutzt, fiel jedoch wieder an den Fürstenhof zurück, von dem das Gelände bis 1794 als Lustgarten verwendet wurde. Der Collegiengarten wurde 1662 erweitert und erhielt 1674 ein beheizbares Gewächshaus, in dem erstmals tropische Pflanzen gehalten werden konnten. Ab 1690 war Günther Christoph Schelhammer (1649–1716) Leiter des Collegiengartens, der 1674 bei Robert Morison in Oxford studiert hatte und dessen Vorstellung von John Ray zu natürlichen Pflanzengruppen mit nach Jena brachte, einem theoretischen Vorläufer der Pflanzenökologie. Diese Ideen wurden für die Gestaltung des Collegiengartens angewendet.
Erst 1770 wurde im Collegiengarten von Ernst Gottfried Baldinger Linnés binäre Namensgebung für die Pflanzen eingeführt. Nachdem 1776 Goethe als Geheimer Legationsrat an den Weimarer Hof berufen worden war, erhielt er unter anderem am 24. Oktober die Oberaufsicht über die unmittelbaren Anstalten für Wissenschaft und Kunst und vom Herzog Carl August den Auftrag, in Jena eine Botanische Anstalt (Institut) einzurichten. Oft hielt sich Goethe im Garten zu botanischen Studien und dichterischer Muße auf. Angeregt durch den Botaniker August Johann Georg Carl Batsch entwickelte er ein Interesse für Pflanzenkunde. Er half Batsch, dessen Neuentwurf der Gartenanlage umzusetzen, nach dem der Garten das natürliche System der Verwandtschaftsbeziehungen der Pflanzen demonstrieren sollte. Der Garten stellte nun nicht mehr die ökologischen Pflanzengemeinschaften, sondern deren Verwandtschaft (die Batsch und Goethe als Verknüpfung der Formen im Pflanzenreich sahen) und damit die Ursachen und Vorgänge dar, die der Vielfalt des Lebens zugrunde liegen und die Goethe schließlich in der „Metamorphose der Pflanze“ zu erklären suchte.
1793 schuf Batsch mit 74 Gründungsmitgliedern die Naturforschende Gesellschaft zur Belebung des akademischen Unterrichts und zur Förderung der Studenten, deren Mitglieder Sämereien und vor allem Herbarbelege nach Jena sendeten. Auch die Wirtschaftsbücher geben Auskunft über Tausch, An- und Verkauf von Pflanzen und Sämereien. Der Bestand wurde damals aufwändig entwickelt, Anschaffungen waren überaus kostspielig, vor allem Gehölze mussten angekauft werden. Exotische Pflanzen wurden unter anderem aus Belvedere bezogen oder durch Spenden des Fürstenhauses erhalten. Intensive Tauschbeziehungen gab es mit Hanau und Wien. 1794 war ein erfolgreiches Jahr für den neuen Garten. Batsch wurde zum Direktor ernannt und unterstand einer Sonderkommission, die von Goethe und dem Minister Christian Gottlob von Voigt geleitet wurde, war also zu dieser Zeit nicht Teil der Universität, wenn auch deren Professor. Der Bau mehrerer Gewächshäuser und des Inspektorhauses wurde abgeschlossen. Über das älteste Gewächshaus aus dem 17. Jahrhundert ist nichts mehr bekannt, es wurde bei der Errichtung seines Nachfolgebaus abgerissen. Goethe veranlasste in diesem Jahr auch die Verlegung einer Wasserleitung, die Wasser aus dem Stadtgraben auf die Anhöhe des Gartens transportieren konnte, sich aber als umständlich erwies (Röhrenfahrt) und bereits kurz nach dem Bau durch eine angekaufte Hebeanlage ersetzt werden sollte, die jedoch in Weimar stehen blieb. Die Wasserversorgung wurde erst 18 Jahre später vereinfacht, als der Zubringer doch noch aufgestellt wurde. Zu Mangelzeiten musste immer wieder Wasser aus der Leutra und der Saale angefahren werden. Auszug aus dem Anschaffungsbuch 1794 mit den damals gebräuchlichen Namen nach Linné:
- Buxus sempervirens
- Thuja occidentalis
- Pinus larix
- Pinus Schotlandius
- Juniperus sabina
- Spiraea hypericifolia
- Opulifolia
- Rosa pimpinelloides „ohne Stacheln“
- Sambucus racemosa
- Periploca graeca
- Clematis viticella
- Staphylea pinnata

Auszug aus dem Anschaffungsbuch 1797:
- Gewächshauspflanzen wie Agave americana fol. Variegata
- Aloe – Arten (weitgefasste Gattung damals)
- Amaryllis, Cacteen, Zantedeschia, tropische Compositen, sukkulente Euphorbien, Pelargonien etc.

1795 wurde der erste Gartenkatalog veröffentlicht und in der Folgezeit gut geführt. Unter Batsch wurde der Garten zu einer zentralen Einrichtung für botanische Arbeiten, er schrieb 1799: „An Sämereyen sind bereits von meinen auswärtigen Freunden schöne Beyträge eingelaufen und noch verschiedene zu erwarten. Weit über 1000 Pakete sind mit Sämereyen an unsere Correspondenten aus dem Garten zum Tausch abgeschickt worden.“ Die Bücher nennen Adressaten in Weimar, Hanau, Wien, Frankfurt, Zürich, Prag, Greifswald, Mantua, Altona, Gefrees b. Bayreuth, Wittenberg, Marburg, Lobenstein, Oldenburg, Pavia, Halle, Offenbach, Herrenhausen, Kopenhagen, Paris, England, Moskau, Brünn, Leipzig, Cambridge, Braunschweig. Der Garten war jedoch noch klein und umfasste nur etwa eine Fläche von 1,3 ha, von der ein Teil verpachtet war, da man die Pacht wie auch die Verkaufserlöse dringend zur Finanzierung benötigte.

### Jenenser Kriegsjahre
Als Batsch 1803 im Alter von 42 Jahren starb, wurde Franz Josef Schelver (1778–1832) neuer Direktor. Schelver verließ aber nach nur dreijähriger Amtszeit im Zuge der Wirren während der Schlacht bei Jena und Auerstedt am 14. Oktober 1806 die Stadt fluchtartig, nachdem er von den Franzosen ausgeplündert und sein Besitz verwüstet worden war. Auch der Garten hatte schwere Kriegsschäden erlitten, das botanische Cabinet wurde vollständig ruiniert und es standen wenige Mittel für den Unterhalt des Gartens zur Verfügung. Schelver verzichtete briefschriftlich formell auf sein Amt und nahm eine Professur in Heidelberg an, sein Nachfolger wurde auf Empfehlung Goethes Friedrich Siegmund Voigt, der versuchte, den Garten wieder aufzubauen, was aber erst ab 1808 nach einem Besuch von Carl August erfolgreich war. In den Kriegsjahren zwischen 1813 und 1815 verschlechterte sich die Situation erneut. Im Jahr 1817 hielt sich Goethe lange in Jena auf und besuchte den Garten regelmäßig. Aus dem Jahr 1819 sind Daten über den Pflanzenbestand erhalten, es gab nur ca. 50 Topfpflanzen in einem einzigen Gewächshaus und ca. 200 Freilandpflanzen, die von 2 Tagelöhnern versorgt wurden. Bis 1836 hatte Voigt den Garten nach dem Jussieuschen System umgestaltet, erweitert und unter anderem das Alpinum in einem neuen Gartenbereich angelegt.

### Entwicklung im 19. Jahrhundert
Nach Einschätzung der Wissenschaftshistorikerin Ilse Jahn entwickelte sich der Botanische Garten in der ersten Hälfte des 19. Jahrhunderts eher langsamer als andere botanische Gärten, weil stets nur bescheidene Mittel zur Verfügung standen. Der Etat war damals so hoch wie das Jahresgehalt des Direktors. Zwar begann die Modernisierung in Jena frühzeitiger als in anderen Gärten, zog sich aber länger hin. Jena verfügte deshalb auch nur über etwa ein Drittel des zu Beginn des 19. Jahrhunderts üblichen Pflanzenbestandes und hatte nur 20 bis 50 % der damals für die Gärten aufgewendeten Mittel zur Verfügung. Erst Mitte des Jahrhunderts hatte sich der Garten wieder dem durchschnittlichen Stand angeglichen.
1820 wurde nach einem Besuch des Großherzogs ein zusätzliches Gewächshaus gebaut, für das Carl August Anregungen aus seiner Englandreise 1814 mitgebracht haben soll und war zweigeteilt, mit je einer Abteilung für Palmen und für Neuhollandpflanzen. Zu dieser Zeit gab es insgesamt
- die Orangerie (Warm- und Trockenhaus)
- das Palmen- und Neuholländerhaus
- ein niedriges Kalthaus (Conservatorium), im Sommer Treibhaus für Scitamineen

1821 wurde das erste eigene Samenverzeichnis angelegt. Jena stand immer noch in enger Verbindung mit dem herzöglichen Garten in Belvedere. Im Wintersemester 1832/33 wird der Collegiengarten zu Gunsten der Nutzung durch andere Professoren und Dozenten aufgelöst und ein neues Nutzungsrecht vereinbart. Im sonnigen Sommer 1834 wurde Zuckerrohr im Freien angebaut und daraus etwas Zucker gewonnen. Im Wintersemester 1844/45 erfolgte der Neubau eines niedrigen Tropenhauses, das ebenfalls zweigeteilt war, sowie die Renovierung der Orangerie. In den Semestern zwischen 1848 und 1851 entstanden viele Treibbeete und Kästen in drei Längsreihen, ein hoher Winterkasten zur Überwinterung von Pflanzen. In die kühlere Tropenhaushälfte wurde ein Aquarium eingebaut und das alte Palmen/Neuhollandhaus erhielt ein Doppelglasdach.
1850 übernahm Matthias Jacob Schleiden die Leitung des Gartens. Schleiden hatte Jura, Medizin und Naturwissenschaften studiert, hatte 1839 in Jena promoviert und wurde zum Professor extraordinarius ernannt. Er arbeitete unter anderem mit Carl Zeiß und Theodor Schwann (Begründer der Zelllehre) zusammen. Schleiden vertrat hinsichtlich der ständigen finanziellen Misere die Garteninteressen recht Rücksichts gegenüber der Oberaufsicht und überschritt regelmäßig seinen Etat. Im Wintersemester 1854/55 wurde der Eichstädtische Garten zu einem Arboretum umgestaltet. 1855 wurde das Palmen-/Neuhollandhaus umgebaut und 1856/57 um ein niedriges Kalthaus ergänzt. 1855 wurde die Heizanlage auf Steinkohle umgestellt, was eine erhebliche Erleichterung war. Die Kohle wurde damals aus Zwickau gebracht. Der Garten erlebte weitere Umgestaltungen im Systembereich. So wurden z. B. die einjährigen von den ausdauernden Pflanzen getrennt und man schenkte den ökologischen Ansprüchen mehr Beachtung bei der Zusammenstellung. (Schatten-/Sonnenpflanzen, Moor-/Felspflanzen. Weitere Neubauten Wasserzuleitungen aus Gusseisen statt Holz sowie die Anlage eines Wasserbassins. Die Etiketten wurden von Holz auf Blei umgestellt.)
1861 trug Coffea arabica ganze 116 reife Früchte. Um 1864 bestand das Personal aus einem Gehilfen, einem Zimmermann sowie meist sechs Tagelöhnern, die während der warmen Monate bis zu neun aufgestockt wurden. Der Bestand von 5488 Arten, ca. 10.000 sog. Sippen incl. blumistische Varietäten. 1858 bis 1874 verlor der Garten Gelände im Osten, weil man nach dem Neubau der Bibliothek mehr Platz wollte, der später wieder zurückgewonnen wurde.

### Leitung unter Eduard Strasburger
Nachdem Schleiden entlassen worden war, übernahm Nathanael Pringsheim als Ordinarius und Direktor den Garten für vier Jahre und erbaute das Botanische Institutsgebäude mit Dienstwohnung am Planetarium, das im Zweiten Weltkrieg zerstört wurde. Nachfolger war sein Assistent Eduard Strasburger, der in Jena an Untersuchungen zur Zellteilung und anderen entwicklungsphysiologischen Fragen arbeitete und sein berühmtes Lehrbuch der Botanik verfasste. Strasburger war unverheiratet und konnte in seiner Dienstwohnung die zoologische Sammlung und das Labor von Ernst Haeckel unterbringen, bis 1884 das Zoologische Institut gebaut wurde.
Ab 1874 begann Strasburger den Garten neu zu organisieren. Das System wurde umgegraben, planiert und ab 1877 mit Gehölzen bepflanzt, 1879 waren die Arbeiten abgeschlossen, der Garten enthielt 2020 Arten aus 85 Familien sowie eine Heilpflanzenanlage und eine Anlage mit 13 geographisch gesonderten Topfpflanzengruppen. Das Alpinum und die Mooranlage wurden erweitert, ein Gewächshaus erbaut sowie ein neuer fester Zaun um den Garten gezogen. Strasburger ging nach zwölfjähriger Amtszeit nach Bonn.

### Leitung unter Ernst Stahl
Ernst Stahl wurde 1881 aus der Gegend von Straßburg als Professor extraordinarius Direktor des Gartens. Auch er war Junggeselle und bewohnte die Dienstwohnung 38 Jahre. Stahl galt als sehr uneigennützig und steckte sein privates Vermögen in den Garten. Unter ihm wurde der Hörsaal des Gartens 1911 gebaut. Garteninspektor war Ernst Rettig, der zahlreiche fotografische Dokumente anfertigte. In dieser Zeit hatte der Garten wieder intensive internationale Kontakte. In den 1890er Jahren kam der städtische Wasseranschluss zum Garten, der jedoch nicht sehr effektiv war, so dass oft noch Wasser angefahren werden musste. Erst 1899 wurde ein Brunnen auf dem Gelände gebohrt, um die Kosten der Wasserversorgung zu senken. Auch dieser Brunnen in den Jenenser Trias-Gesteinen war nicht sehr effektiv. Man war weiterhin auf eine improvisierte und zusammengemischte Wasserversorgung angewiesen, was die Kosten hoch hielt. 1898 wurde ein weiteres Gewächshaus östlich an das Palmen- und Neuholländerhaus angebaut. Dabei wurden die 1820 für Carl August gebauten Gebäude (Tropenhaus und Conservatorium) abgerissen.

### Leitung unter Otto Renner
Stahls Nachfolger war Otto Renner ab 1919, ein bedeutender Genetiker mit großer Allgemeinbildung. Unter ihm wurde der Garten 1925 noch einmal wesentlich vergrößert und der südliche Teil des Prinzessinnengartens angegliedert. Abgesehen von dem Anschluss des Timler'schen Grundstücks im Westen hatte der Garten damit die heutige Ausdehnung. 1924 und 1925 wurden zwei Erdhäuser südlich des alten Palmenhauses errichtet und die Gewächshausanlagen schrittweise erneuert. In den 1930ern wurden die Gewächshäuser vollständig neu konstruiert und vor allem auf 3 Meter für Anzuchthäuser und 6 Meter für Schauhäuser ausgebaut. Nach dem Krieg musste Renner Jena verlassen.

### Garten ab 1948
1948 wurde Professor Otto Schwarz Renners Nachfolger und seit der Goethe-Zeit wieder erster Spezieller Botaniker und Pflanzensystematiker im Garten. Nach der Aufspaltung des Instituts für Botanik 1949 in ein allgemein botanisches und ein spezielles Institut übernahm Schwarz das Direktorat des letzteren. Der Garten konnte 1949 aus eigenen Kräften ein Haus für Kakteen und Sukkulenten westlich der großen Anlage errichten. Im Freien wurde ab 1953 die Anlage für Gebirgs- und Felspflanzen ausgebaut. 1961 erhielt der Garten ein Gelände in Isserstedt zur Nutzung, auf dem einige Gewächshäuser errichtet wurden, in denen Sommerblumen, Forschungssammlungen sowie ein Kalthaus untergebracht waren.

### Garten ab 1966
1966 übernahm Professor Gerhard Klotz das Institut und auch die Leitung des Gartens. Zu dieser Zeit wuchsen zirka 2000 Sippen. 1968 begann ein planmäßiger Ausbau des Gartens, bei dem der Schwerpunkt auf die Außenanlagen gelegt wurde. 300 neue Sippen wurden im Alpinenhaus angesiedelt, in dem mehr als 3000 Arten wuchsen. Die Systemanlage wurde von Friedrich Ehrendorfer modernisiert, der wieder auf das System nach „Strasburger“ zurückgriff. Die Artenauswahl orientierte sich nun stärker an die Belange der Lehrerbildung und zeigte tropische Formen und Nutzpflanzen sowie stammesgeschichtlich wichtige oder ästhetisch bedeutsame Gruppen. Die heutige Verteilung der Beete zeigt noch die damals anerkannten Großen Einheiten der Angiospermen.
1969 wurde das alte Viktoriahaus durch ein modernes Haus ersetzt. Die gesamte Anlage der Gewächshäuser konnte zwischen 1980 und 1983 vollendet werden, wobei ältere Häuser integriert wurden. Sie gruppieren sich um den Innenhof mit beheiztem Wasserbecken. Eine große Bereicherung der Sammlung entstand durch Pflanzen, die im Zuge des Flora Cuba Projektes der DDR über Jahre hinweg in Kuba angezogen und importiert wurden. In dieser Zeit erfolgte auch eine Neukonzeption des Geophyten-Hanges, der Wasserbeckenanlage, der Heil- und Nutzpflanzenanlage und der biologisch-morphologischen Gruppen. 1988/89 wurde eine größere Rhododendronanlage gebaut, was wegen der Jenenser Bodenverhältnisse mit großem Aufwand verbunden war.

### Garten nach der Wende ab 1990
Nach der Wende wurden die inzwischen baufälligen Anzuchtgewächshäuser abgerissen und bis 1997 durch großzügige moderne Häuser ersetzt. 1992 wurde Professor Casper neuer Leiter. Der alte Goethe-Garten wurde nicht vollständig wieder hergestellt. Durch die Intensivierung der großsystematischen Forschungen erschien es sinnvoll, ein Evolutionshaus anzulegen, dem das bisherige Paludarienhaus weichen musste. Im Freiland wurde 2004 ein Moorbeet angelegt und 2005 die Rhododendronanlage.

## Aktuelles Konzept des Gartens
Der Garten wird vor allem zur akademischen Lehre verwendet, ist aber auch außerakademisch orientiert. Er greift über die Systematik hinaus und stellt Pflanzen bevorzugt in ihren Lebenserscheinungen und ökologischen Einbindungen dar.